# 국립 대학 도서관 (스트라스부르)

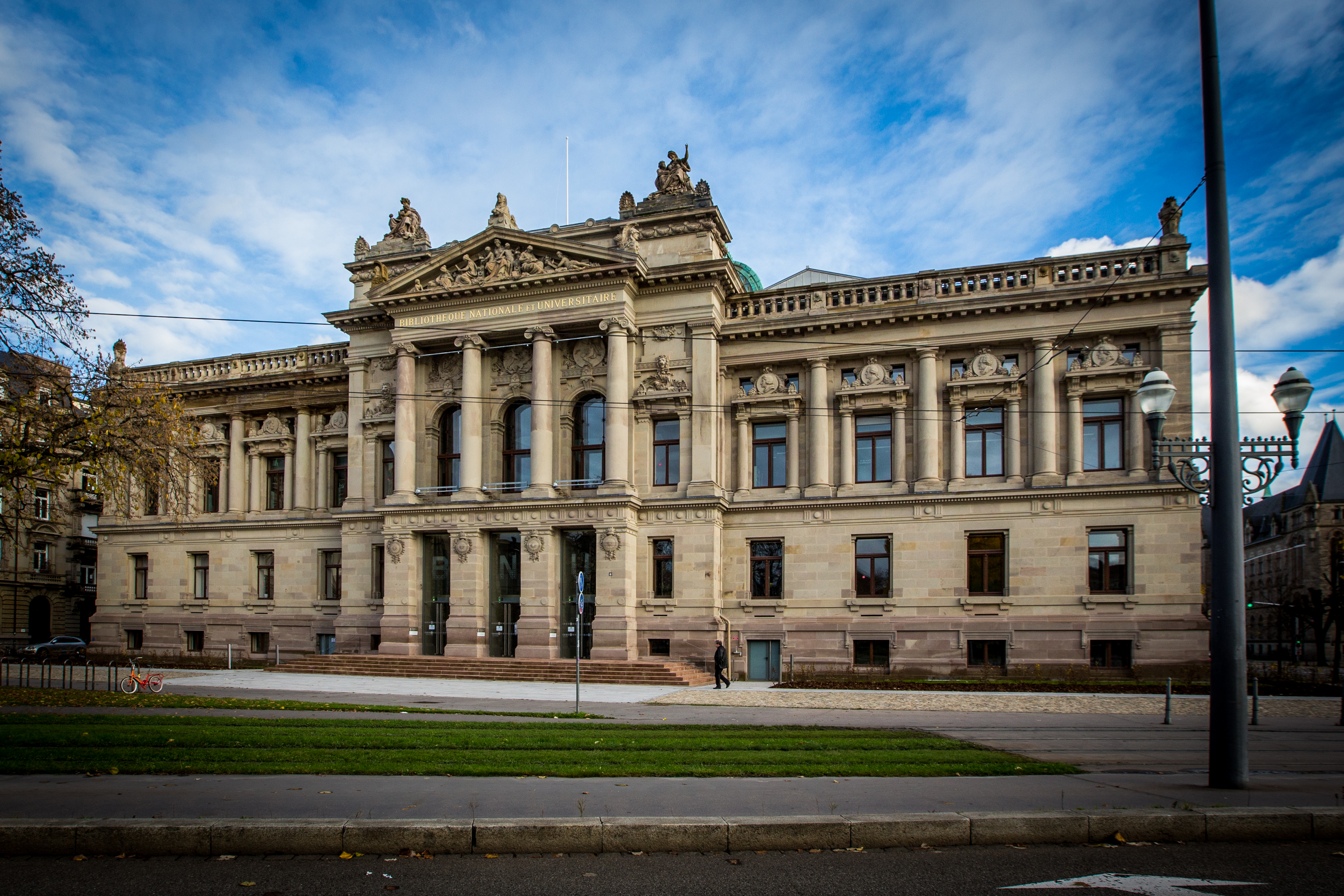
알바니아 국립도서관

국립 대학 도서관(프랑스어: Bibliothèque nationale et universitaire)은 프랑스 스트라스부르에 위치한 국립도서관이다.